# Lista de presidentes de Cabo Verde
Esta é a lista de presidentes de Cabo Verde desde a fundação da república, em 8 de julho de 1975 com a independência do país.

## Presidentes da República do Cabo Verde (1975-atualidade)
| Nº | Retrato          | Presidente                               | Mandato               | Mandato               | Tempo              | Eleições     | Partido          |
| -- | ---------------- | ---------------------------------------- | --------------------- | --------------------- | ------------------ | ------------ | ---------------- |
| 1  |                  | Aristides Pereira (1923-2011)            | 8 de julho de 1975    | 22 de março de 1991   | 15 anos e 257 dias | 197519811986 | PAIGC(1975-1981) |
| 1  | PAICV(1981-1991) | Aristides Pereira (1923-2011)            | 8 de julho de 1975    | 22 de março de 1991   | 15 anos e 257 dias | 197519811986 |                  |
| 2  |                  | António Mascarenhas Monteiro (1944-2016) | 22 de março de 1991   | 22 de março de 2001   | 10 anos e 0 dias   | 19911996     | MpD              |
| 3  |                  | Pedro Pires (n.1934)                     | 22 de março de 2001   | 9 de setembro de 2011 | 10 anos e 171 dias | 20012006     | PAICV            |
| 4  |                  | Jorge Carlos Fonseca (n.1950)            | 9 de setembro de 2011 | 9 de novembro de 2021 | 10 anos e 61 dias  | 20112016     | MpD              |
| 5  |                  | José Maria Neves (n.1960)                | 9 de novembro de 2021 | presente              | 3 anos e 128 dias  | 2021         | PAICV            |